# Bảo tàng Quận Leon Wyczółkowski ở Bydgoszcz
Bảo tàng Quận Leon Wyczółkowski ở Bydgoszcz (tiếng Ba Lan: Muzeum Okręgowe im. Leona Wyczółkowskiego w Bydgoszczy) là một bảo tàng tọa lạc tại số 4 Phố Gdańska, Bydgoszcz, Ba Lan.

## Lịch sử hình thành
Bảo tàng Thành phố được khánh thành vào ngày 5 tháng 8 năm 1923. Trụ sở đầu tiên của Bảo tàng là căn nhà tập thể ở số 2 Quảng trường chợ cũ. Mùa xuân năm 1940, do chính quyền chiếm đóng của Đức Quốc xã phá dỡ mặt tiền phía tây của Quảng trường chợ cũ, trong đó có ngôi nhà chung cư đang làm trụ sở của Bảo tàng, nên các bộ sưu tập của Bảo tàng được chuyển đến trưng bày tại hiệu cầm đồ ở Phố Pocztowa.
Sau khi Bydgoszcz được giải phóng khỏi sự chiếm đóng của Đức Quốc xã, ngày 11 tháng 4 năm 1946, Bảo tàng Thành phố mở cửa trở lại trong trụ sở mới là tòa nhà ở số 4 Phố Gdańska, và được đặt theo tên của Leon Wyczółkowski. Bảo tàng được quốc hữu hóa vào năm 1949, và được chuyển thành Bảo tàng Quận vào năm 1975.
Năm 2008, Bảo tàng Quận Leon Wyczółkowski ở Bydgoszcz được trao tặng Huy chương Bạc Huy chương công trạng về văn hóa – Gloria Artis. Theo quyết định của Bộ trưởng Bộ Văn hóa và Di sản Quốc gia, ngày 30 tháng 12 năm 2009, Bảo tàng được đưa vào Sổ đăng ký Bảo tàng Nhà nước.